# Pré-Temporada de Fórmula 1 de 2012
A Pré-Temporada de Fórmula 1 acontece antes de começar a Temporada de Fórmula 1. A Pré-Temporada são testes feitos em lugares diferentes para se preparar para a Temporada.
A Pré-Temporada de Fórmula de 2012 aconteceu na Espanha em Fevereiro e Março nos circuitos de: Circuito de Jerez e no Circuito da Catalunha. Em Maio Aconteceu na Itália no Circuito de Mugello.
Serão dois testes no Circuito da Catalunha e um no Circuito de Jerez e outro no Circuito de Mugello.

## Jerez Circuit:7,8,9e10 de Fevereiro

### Participantes
| Escuderias                    | Pilotos             | Treino(s) |
| ----------------------------- | ------------------- | --------- |
| Red Bull Racing               | Sebastian Vettel    | 3º e 4º   |
| Red Bull Racing               | Mark Webber         | 1º e 2º   |
| Vodafone McLaren Mercedes     | Jenson Button       | 1º e 2º   |
| Vodafone McLaren Mercedes     | Lewis Hamilton      | 3º e 4º   |
| Scuderia Ferrari              | Fernando Alonso     | 3º e 4º   |
| Scuderia Ferrari              | Felipe Massa        | 1º e 2º   |
| Mercedes AMG Petronas F1 Team | Nico Rosberg        | 1º e 3º   |
| Mercedes AMG Petronas F1 Team | Michael Schumacher  | 1º e 2º   |
| Lotus F1 Team                 | Kimi Räikkönen      | 1º e 2º   |
| Lotus F1 Team                 | Romain Grosjean     | 3º e 4º   |
| Sahara Force India F1 Team    | Paul di Resta       | 1º e 2º   |
| Sahara Force India F1 Team    | Nico Hulkenberg     | 4º        |
| Sahara Force India F1 Team    | Jules Bianchi       | 2º        |
| Sauber F1 Team                | Sergio Pérez        | 2º e 3º   |
| Sauber F1 Team                | Kamui Kobayashi     | 1º e 4º   |
| Scuderia Toro Rosso           | Daniel Ricciardo    | 1º e 2º   |
| Scuderia Toro Rosso           | Jean-Éric Vergne    | 3º e 4º   |
| Williams F1                   | Pastor Maldonado    | 1º e 2º   |
| Williams F1                   | Bruno Senna         | 3º e 4º   |
| Caterham F1 Team              | Jarno Trulli        | 3º e 4º   |
| Caterham F1 Team              | Heikki Kovalainen   | 1º e 2º   |
| Caterham F1 Team              | Giedo van der Garde | 3º        |
| HRT F1 Team                   | Pedro de la Rosa    | 1º e 2º   |
| HRT F1 Team                   | Ninguém             |           |

- A Mercedes AMG Petronas F1 Team usou o mesmo carro que o ano passado.
- A Marussia F1 Team não irá participar da sessão em Jerez.
- A HRT F1 Team usou o mesmo carro que o ano passado mas pintado de branco.

### 7 de Fevereiro
| Pos. | Piloto             | Equipa      | Melhor Tempo | Diferença | Voltas |
| ---- | ------------------ | ----------- | ------------ | --------- | ------ |
| 1    | Kimi Räikkönen     | Lotus       | 1:19.670     |           | 73     |
| 2    | Paul di Resta      | Force India | 1:19.772     | +0.102    | 101    |
| 3    | Nico Rosberg       | Mercedes    | 1:20.219     | +0.549    | 56     |
| 4    | Mark Webber        | Red Bull    | 1:20.496     | +0.826    | 53     |
| 5    | Daniel Ricciardo   | Toro Rosso  | 1:20.694     | +1.024    | 57     |
| 6    | Michael Schumacher | Mercedes    | 1:20.794     | +1.124    | 41     |
| 7    | Kamui Kobayashi    | Sauber      | 1:21.353     | +1.683    | 106    |
| 8    | Jenson Button      | McLaren     | 1:21.530     | +1.860    | 60     |
| 9    | Felipe Massa       | Ferrari     | 1:22.815     | +3.145    | 69     |
| 10   | Heikki Kovalainen  | Caterham    | 1:23.178     | +3.508    | 28     |
| 11   | Pastor Maldonado   | Williams    | 1:23.371     | +3.701    | 25     |
| 12   | Pedro de la Rosa   | HRT         | 1:23.676     | +4.006    | 44     |

### 8 de Fevereiro
| Pos. | Piloto             | Equipa      | Melhor Tempo | Diferença | Voltas |
| ---- | ------------------ | ----------- | ------------ | --------- | ------ |
| 1    | Michael Schumacher | Mercedes    | 1:18.561     |           | 133    |
| 2    | Mark Webber        | Red Bull    | 1:19.184     | +0.623    | 97     |
| 3    | Daniel Ricciardo   | Toro Rosso  | 1:19.587     | +1.026    | 100    |
| 4    | Jules Bianchi      | Force India | 1:20.221     | +1.660    | 46     |
| 5    | Kimi Räikkönen     | Lotus       | 1:20.239     | +1.678    | 117    |
| 6    | Paul di Resta      | Force India | 1:20.272     | +1.711    | 69     |
| 7    | Felipe Massa       | Ferrari     | 1:20.454     | +1.893    | 95     |
| 8    | Jenson Button      | McLaren     | 1:20.688     | +2.127    | 85     |
| 9    | Sergio Pérez       | Sauber      | 1:20.711     | +2.150    | 68     |
| 10   | Pastor Maldonado   | Williams    | 1:21.197     | +2.636    | 97     |
| 11   | Heikki Kovalainen  | Caterham    | 1:21.518     | +2.957    | 139    |
| 12   | Pedro de la Rosa   | HRT         | 1:22.128     | +3.567    | 64     |

### 9 de Fevereiro
| Pos. | Piloto              | Equipa      | Melhor Tempo | Diferença | Voltas |
| ---- | ------------------- | ----------- | ------------ | --------- | ------ |
| 1    | Nico Rosberg        | Mercedes    | 1:17.613     |           | 118    |
| 2    | Romain Grosjean     | Lotus       | 1:18.419     | +0.806    | 117    |
| 3    | Sebastian Vettel    | Red Bull    | 1:19.297     | +1.684    | 96     |
| 4    | Lewis Hamilton      | McLaren     | 1:19.464     | +1.851    | 80     |
| 5    | Jean-Éric Vergne    | Toro Rosso  | 1:19.734     | +2.121    | 79     |
| 6    | Sergio Pérez        | Sauber      | 1:19.770     | +2.157    | 48     |
| 7    | Fernando Alonso     | Ferrari     | 1:20.412     | +2.799    | 67     |
| 8    | Bruno Senna         | Williams    | 1:21.293     | +3.680    | 125    |
| 9    | Giedo van der Garde | Caterham    | 1:23.324     | +5.711    | 74     |
| 10   | Jules Bianchi       | Force India | Sem Tempo    |           | 2      |

### 10 de Fevereiro
| Pos. | Piloto           | Equipa      | Melhor Tempo | Diferença | Voltas |
| ---- | ---------------- | ----------- | ------------ | --------- | ------ |
| 1    | Fernando Alonso  | Ferrari     | 1:18.877     |           | 39     |
| 2    | Jean-Éric Vergne | Toro Rosso  | 1:19.597     | +0.720    | 80     |
| 3    | Sebastian Vettel | Red Bull    | 1:19.606     | +0.729    | 50     |
| 4    | Lewis Hamilton   | McLaren     | 1:19.640     | +0.763    | 86     |
| 5    | Romain Grosjean  | Lotus       | 1:19.729     | +0.852    | 95     |
| 6    | Kamui Kobayashi  | Sauber      | 1:19.834     | +0.957    | 76     |
| 7    | Nico Hulkenberg  | Force India | 1:19.977     | +1.100    | 90     |
| 8    | Bruno Senna      | Williams    | 1:20.132     | +1.255    | 125    |
| 9    | Jarno Trulli     | Caterham    | 1:22:198     | +3.321    | 117    |

### Resultado Final
| Pos. | Piloto               | Equipa      | Melhor Tempo | Diferença | Voltas |
| ---- | -------------------- | ----------- | ------------ | --------- | ------ |
| 1    | Nico Rosberg         | Mercedes    | 1:17:613     |           | 174    |
| 2    | Romain Grosjean      | Lotus       | 1:18.419     | +0.806    | 212    |
| 3    | Michael Schumacher   | Mercedes    | 1:18.561     | +0.948    | 173    |
| 4    | Fernando Alonso      | Ferrari     | 1:18.877     | +1.266    | 106    |
| 5    | Mark Webber          | Red Bull    | 1:19.184     | +1.571    | 150    |
| 6    | Sebastian Vettel     | Red Bull    | 1:19.297     | +1.684    | 146    |
| 7    | Lewis Hamilton       | McLaren     | 1:19.464     | +1.851    | 166    |
| 8    | Daniel Ricciardo     | Toro Rosso  | 1:19.587     | +1.974    | 157    |
| 9    | Jean-Eric Vergne     | Toro Rosso  | 1:19.597     | +1.984    | 159    |
| 10   | Kimi Räikkönen       | Lotus       | 1:19.670     | +2.057    | 190    |
| 11   | Sergio Perez         | Sauber      | 1:19.770     | +2.157    | 154    |
| 12   | Paul di Resta        | Force India | 1:19.772     | +2.159    | 170    |
| 13   | Kamui Kobayashi      | Sauber      | 1:19.834     | +2.221    | 182    |
| 14   | Nico Hulkenberg      | Force India | 1:19.977     | +2.364    | 90     |
| 15   | Bruno Senna          | Williams    | 1:20:132     | +2.519    | 250    |
| 16   | Jules Bianchi*       | Force India | 1:20:221     | +2.608    | 48     |
| 17   | Felipe Massa         | Ferrari     | 1:20:454     | +2.841    | 164    |
| 18   | Jenson Button        | McLaren     | 1:20.688     | +3.075    | 135    |
| 19   | Pastor Maldonado     | Williams    | 1:21.197     | +3.584    | 122    |
| 20   | Heikki Kovalainen    | Caterham    | 1:21.518     | +3.905    | 157    |
| 21   | Pedro de la Rosa     | HRT         | 1:22.128     | +4.515    | 108    |
| 22   | Jarno Trulli         | Caterham    | 1:22.198     | +4.585    | 117    |
| 23   | Giedo van der Garde* | Caterham    | 1:23.324     | +5.711    | 74     |

- Piloto reserva da equipe

## Circuito da Catalunha:21,22,23e24 de Fevereiro

### Participantes
| Escuderias                    | Pilotos            | Treino(s)   |
| ----------------------------- | ------------------ | ----------- |
| Red Bull Racing               | Sebastian Vettel   | 1º e 2º     |
| Red Bull Racing               | Mark Webber        | 3º e 4º     |
| Vodafone McLaren Mercedes     | Jenson Button      | 3º e 4º     |
| Vodafone McLaren Mercedes     | Lewis Hamilton     | 1º e 2º     |
| Scuderia Ferrari              | Fernando Alonso    | 1º e 2º     |
| Scuderia Ferrari              | Felipe Massa       | 3º e 4º     |
| Mercedes AMG Petronas F1 Team | Nico Rosberg       | 2º e 4º     |
| Mercedes AMG Petronas F1 Team | Michael Schumacher | 1º e 3º     |
| Lotus F1 Team                 | Kimi Räikkönen     | -           |
| Lotus F1 Team                 | Romain Grosjean    | 1º          |
| Sahara Force India F1 Team    | Paul di Resta      | 3º e 4º     |
| Sahara Force India F1 Team    | Nico Hulkenberg    | 1º e 2º     |
| Sauber F1 Team                | Kamui Kobayashi    | 3º e 4º     |
| Sauber F1 Team                | Sergio Pérez       | 1º e 2º     |
| Scuderia Toro Rosso           | Daniel Ricciardo   | 1º e 2ª     |
| Scuderia Toro Rosso           | Jean-Éric Vergne   | 3º e 4º     |
| Williams F1                   | Pastor Maldonado   | 3º e 4º     |
| Williams F1                   | Bruno Senna        | 1º          |
| Williams F1                   | Valtteri Bottas    | 2ª          |
| Caterham F1 Team              | Heikki Kovalainen  | 1º e 4º     |
| Caterham F1 Team              | Vitaly Petrov      | 2º e 3º     |
| Marusia F1 Team               | Timo Glock         | 3º          |
| Marusia F1 Team               | Charles Pic        | 1º, 2º e 4º |

### 21 de Fevereiro
| Pos. | Piloto             | Equipa      | Melhor Tempo | Diferença | Voltas |
| ---- | ------------------ | ----------- | ------------ | --------- | ------ |
| 1    | Sebastian Vettel   | Red Bull    | 1:23.265     |           | 79     |
| 2    | Nico Hulkenberg    | Force India | 1:23.440     | +0.175    | 97     |
| 3    | Lewis Hamilton     | McLaren     | 1:23.590     | +0.325    | 114    |
| 4    | Daniel Ricciardo   | Toro Rosso  | 1:23.618     | +0.353    | 76     |
| 5    | Fernando Alonso    | Ferrari     | 1:24.100     | +0.835    | 75     |
| 6    | Michael Schumacher | Mercedes    | 1:24.150     | +0.885    | 51     |
| 7    | Sergio Pérez       | Sauber      | 1:24.219     | +0.954    | 66     |
| 8    | Bruno Senna        | Williams    | 1:25.711     | +2.446    | 97     |
| 9    | Heikki Kovalainen  | Caterham    | 1:26.035     | +2.770    | 31     |
| 10   | Romain Grosjean    | Lotus       | 1:26.809     | +3.544    | 7      |
| 11   | Charles Pic        | Marussia    | 1:28.026     | +4.761    | 121    |

### 22 de Fevereiro
| Pos. | Piloto           | Equipa      | Melhor Tempo | Diferença | Voltas |
| ---- | ---------------- | ----------- | ------------ | --------- | ------ |
| 1    | Nico Hulkenberg  | Force India | 1:22.608     |           | 112    |
| 2    | Sergio Pérez     | Sauber      | 1:22.648     | +0.040    | 85     |
| 3    | Sebastian Vettel | Red Bull    | 1:22.891     | +0.283    | 104    |
| 4    | Fernando Alonso  | Ferrari     | 1:23.180     | +0.572    | 87     |
| 5    | Daniel Ricciardo | Toro Rosso  | 1:23.639     | +1.031    | 50     |
| 6    | Lewis Hamilton   | McLaren     | 1:23.806     | +1.198    | 120    |
| 7    | Nico Rosberg     | Mercedes    | 1:24.555     | +1.197    | 82     |
| 8    | Valtteri Bottas  | Williams    | 1:25.738     | +3.130    | 117    |
| 9    | Vitaly Petrov    | Caterham    | 1:26.605     | +3.997    | 69     |
| 10   | Charles Pic      | Marussia    | 1:27.343     | +4.735    | 108    |

### 23 de Fevereiro
| Pos. | Piloto             | Equipa      | Melhor Tempo | Diferença | Voltas |
| ---- | ------------------ | ----------- | ------------ | --------- | ------ |
| 1    | Pastor Maldonado   | Williams    | 1:22.391     |           | 106    |
| 2    | Michael Schumacher | Mercedes    | 1:23.384     | +0.933    | 127    |
| 3    | Kamui Kobayashi    | Sauber      | 1:23.582     | +1.191    | 99     |
| 4    | Jenson Button      | McLaren     | 1:23.918     | +1.527    | 114    |
| 5    | Jean-Éric Vergne   | Toro Rosso  | 1:24.433     | +2.042    | 78     |
| 6    | Mark Webber        | Red Bull    | 1:24.771     | +2.380    | 97     |
| 7    | Felipe Massa       | Ferrari     | 1:24.771     | +2.380    | 84     |
| 8    | Paul di Resta      | Force India | 1:25.646     | +3.255    | 83     |
| 9    | Timo Glock         | Marussia    | 1:26.173     | +3.782    | 108    |
| '10  | Vitaly Petrov      | Caterham    | 1:26.448     | +4.057    | 70     |

### 24 de Fevereiro
| Pos. | Piloto            | Equipa      | Melhor Tempo | Diferença | Voltas |
| ---- | ----------------- | ----------- | ------------ | --------- | ------ |
| 1    | Kamui Kobayashi   | Sauber      | 1:22.312     |           | 145    |
| 2    | Pastor Maldonado  | Williams    | 1:22.561     | +0.249    | 134    |
| 3    | Paul di Resta     | Force India | 1:23.119     | +0.807    | 101    |
| 4    | Jenson Button     | McLaren     | 1:23.200     | +0.888    | 115    |
| 5    | Felipe Massa      | Ferrari     | 1:23.563     | +1.251    | 103    |
| 6    | Mark Webber       | Red Bull    | 1:23.774     | +1.462    | 85     |
| 7    | Jean-Éric Vergne  | Toro Rosso  | 1:23.792     | +1.480    | 92     |
| 8    | Nico Rosberg      | Mercedes    | 1:23.843     | +1.531    | 139    |
| 9    | Heikki Kovalainen | Caterham    | 1:26.968     | +4.656    | 70     |